# Anopsicus limpidus
Anopsicus limpidus là một loài nhện trong họ Pholcidae. Loài này được phát hiện ở Jamaica.